# یان بوبروفسکی
یان بوبروفسکی (چکی: Jan Bobrovský؛ زادهٔ ۲۹ مارس ۱۹۴۵) بازیکن و مربی بسکتبال اهل چکسلواکی بود.
وی در مسابقات کشوری و بین‌المللی در مجموع برندهٔ ۱ مدال طلا، ۲ مدال نقره، ۱ مدال برنز شده‌است.